# Ramsta kyrka
Ramsta kyrka är en kyrkobyggnad i Ramstalund i Uppsala stift. Kyrkan hör till Ramsta församling och ligger invid riksväg 55 cirka en mil väster om Uppsala.

## Kyrkobyggnadens historik
Nuvarande kyrka är den tredje på platsen. Den första kyrkan uppfördes troligen på 1200-talet och utvidgades senare under medeltiden. Kalkmålningar tillkom på 1400-talet. Kyrkan blev i allt sämre skick och revs till slut på 1840-talet. En ny kyrkobyggnad i Karl Johansstil färdigställdes 1846. Många medeltida inventarier överfördes till nya kyrkan. År 1914 brann kyrkan ner, men man hann dock rädda en del av de medeltida inventarierna. Nuvarande kyrka uppfördes 1925 - 1926 enligt traditionell medeltida modell efter ritningar av Sven Brandel. Kyrkan avviker från de medeltida eftersom den har omvänd orientering med koret i väster och tornet i öster. Tornhuven med sina svängda takfall och höga spira har 1700-talskaraktär. Kyrkan består av ett rektangulärt långhus, ett kyrktorn och en sakristia vidbyggd på korets södra sida. Även kyrkorummet har fått en traditionell formgivning. Korgolvet är avsevärt högre än golvet i övriga kyrkorummet och en murad trappa leder upp dit. Vapenhuset har en trappa upp till läktaren och var från början tänkt som dopkapell, men senare lät man flytta dopfunten till koret.

## Inventarier
All fast inredning är samtida med nuvarande kyrkobyggnad.
- Predikstolen med ljudtak finns vid triumfbågens södra sida. Den är formgiven efter förebilder från senrenässansen.
- Predikstolens timglas är från 1700-talet.
- Bevarat från medeltidskyrkan är triumfkrucifixet från 1300-talets mitt. Vid okänd tidpunkt gick dess törnekrona förlorad.
- Ett nattvardskärl och paten av silver härstammar från 1300-talet.
- Ett rökelsekar härstammar från medeltiden.
- I mittgången hänger två ljuskronor av malm. Östra ljuskronan härstammar från mitten av 1600-talet.
- Dopfunten av trä är snidad 1951 av musikdirektör Hjalmar Anjou.
- Orgeln byggdes 1932 av E.A. Setterquist & Son och hade tio stämmor och två manualer. 1962 omdisponerades orgelverket under ledning av musikdirektör Olle Scherwin.

## Bildgalleri

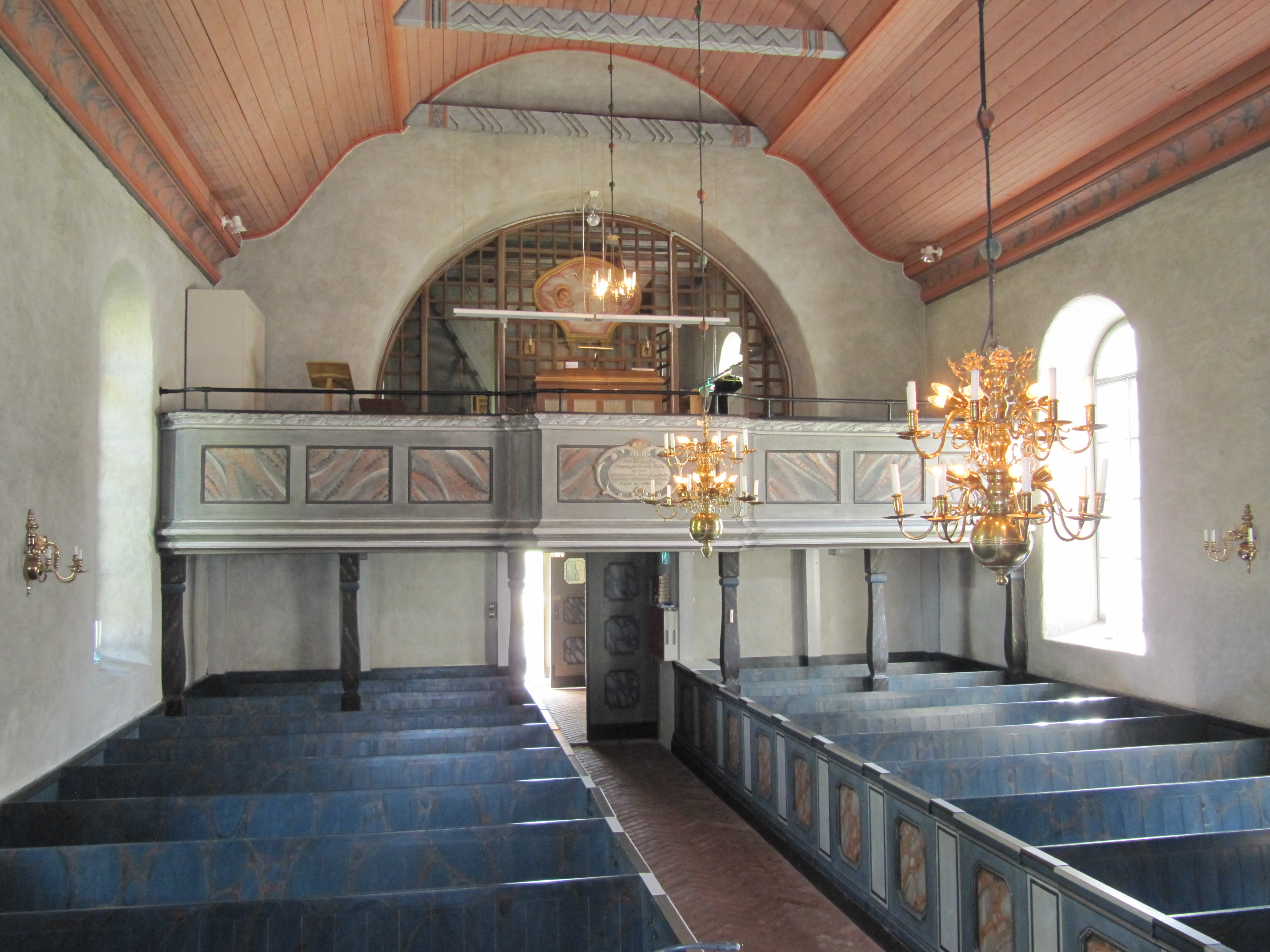
Kyrkorum mot orgelläktare
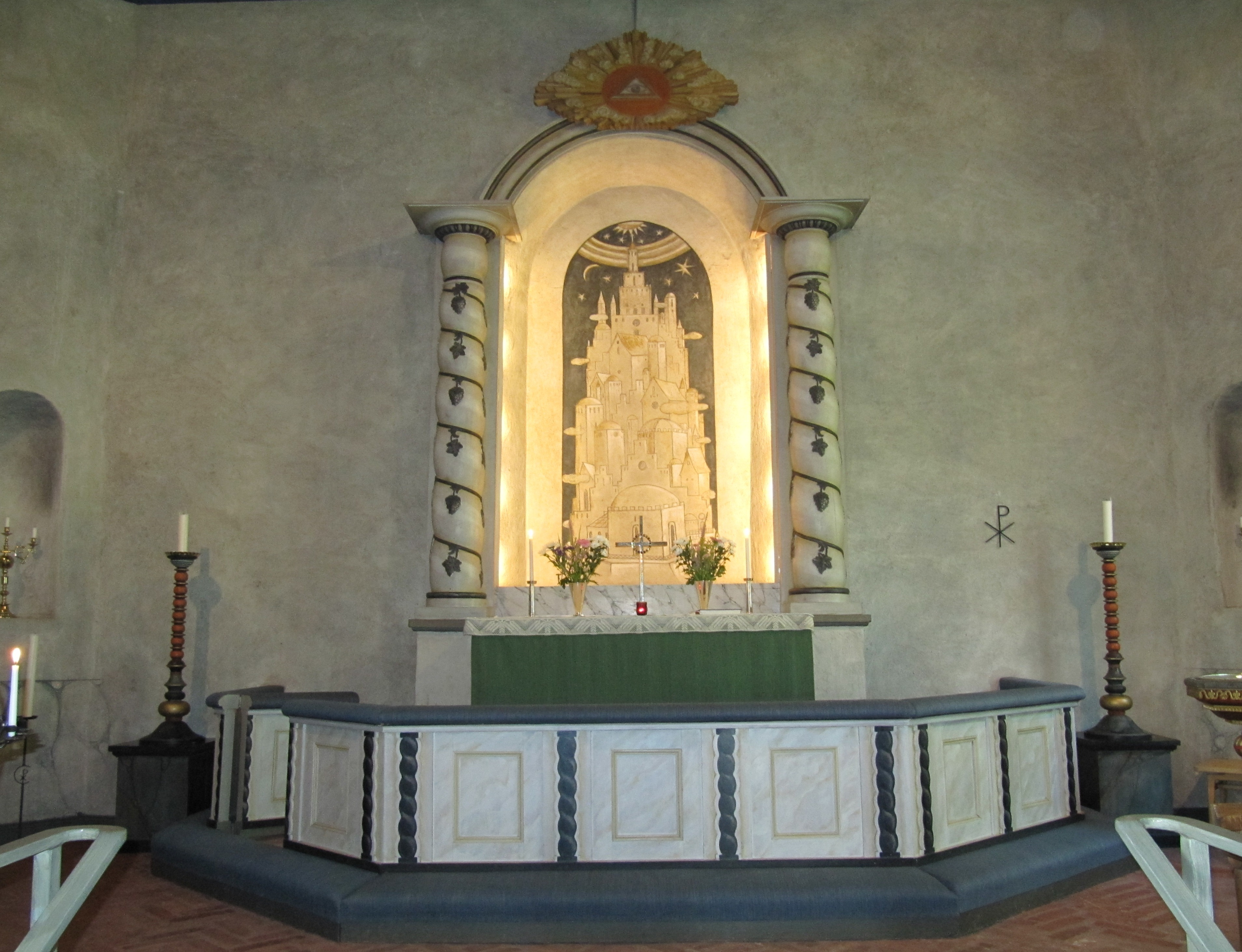
Altare och altarring
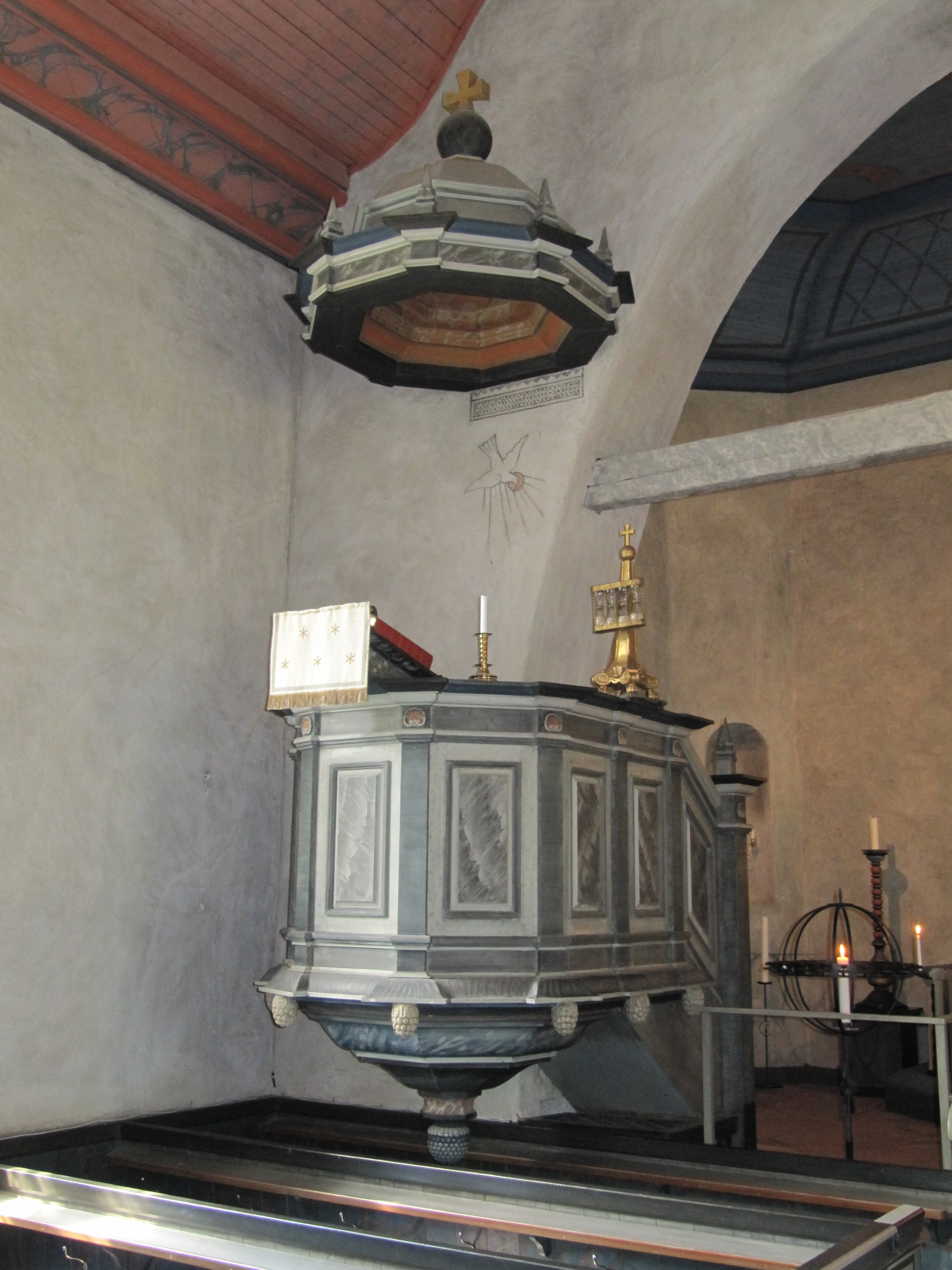
Predikstol
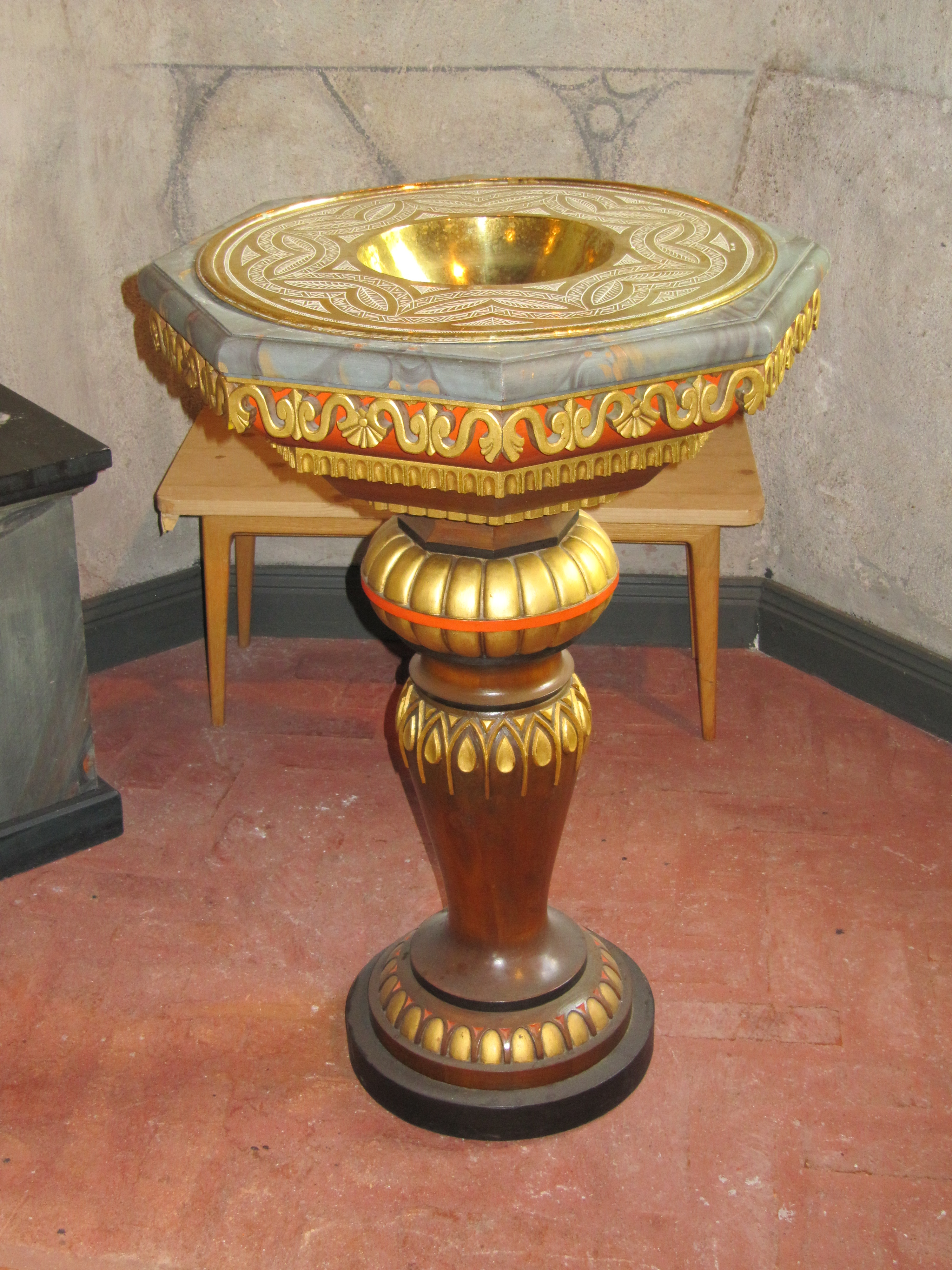
Dopfunt
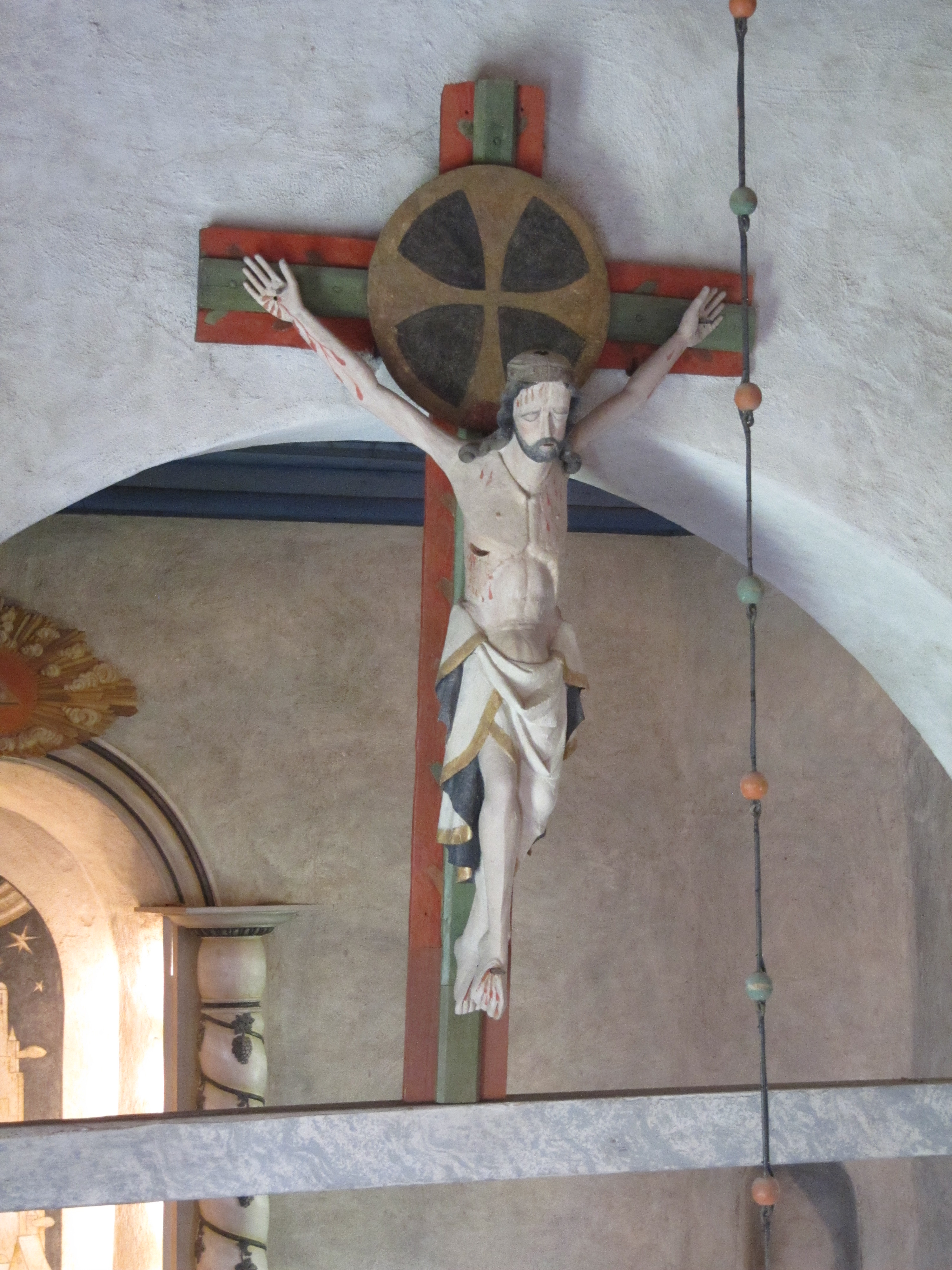
Triumfkrucifix i korbågen
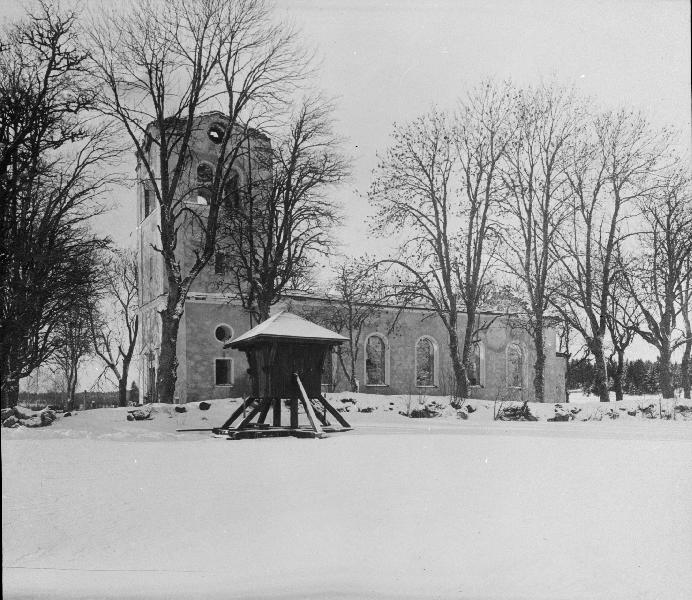
Ramsta gamla kyrka
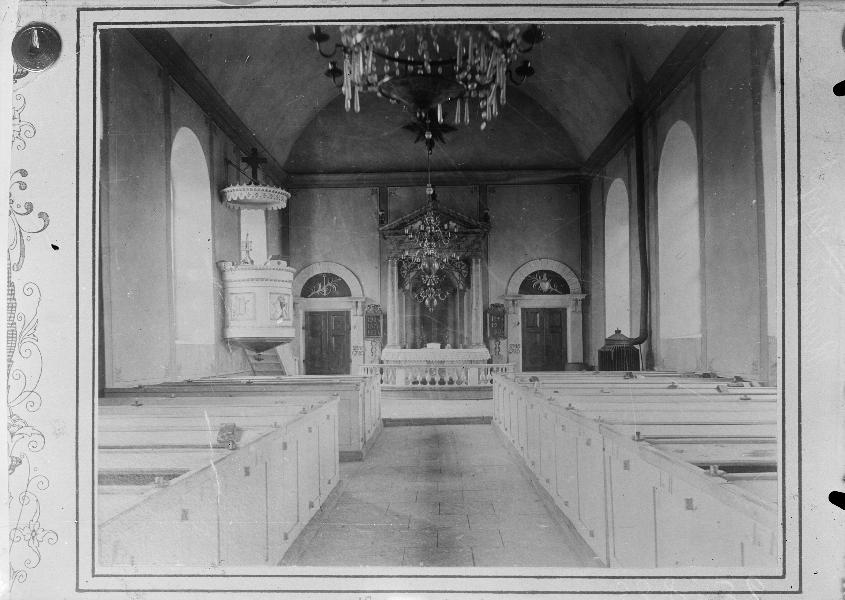
Gamla kyrkans kyrkorum
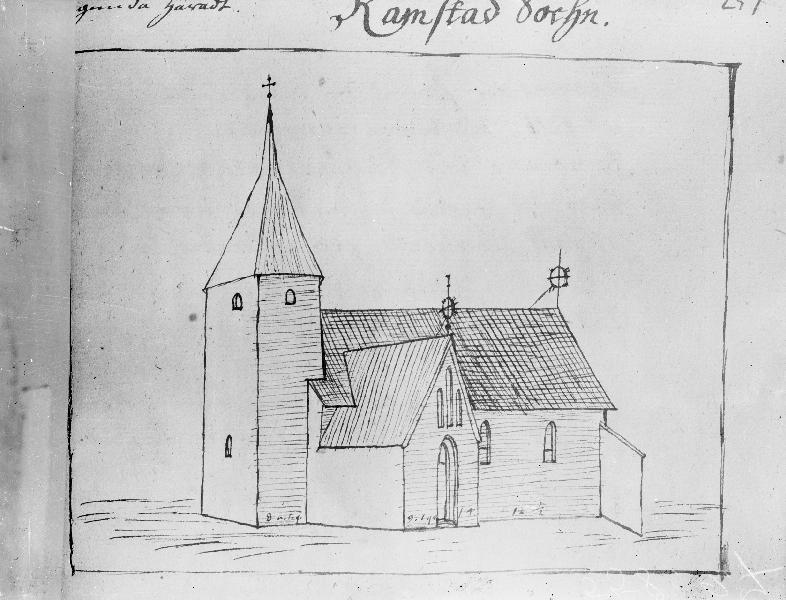
Medeltidskyrkan tecknad av Johan Peringskiöld

### Webbkällor
- anläggningspresentation